# Smažený sýr

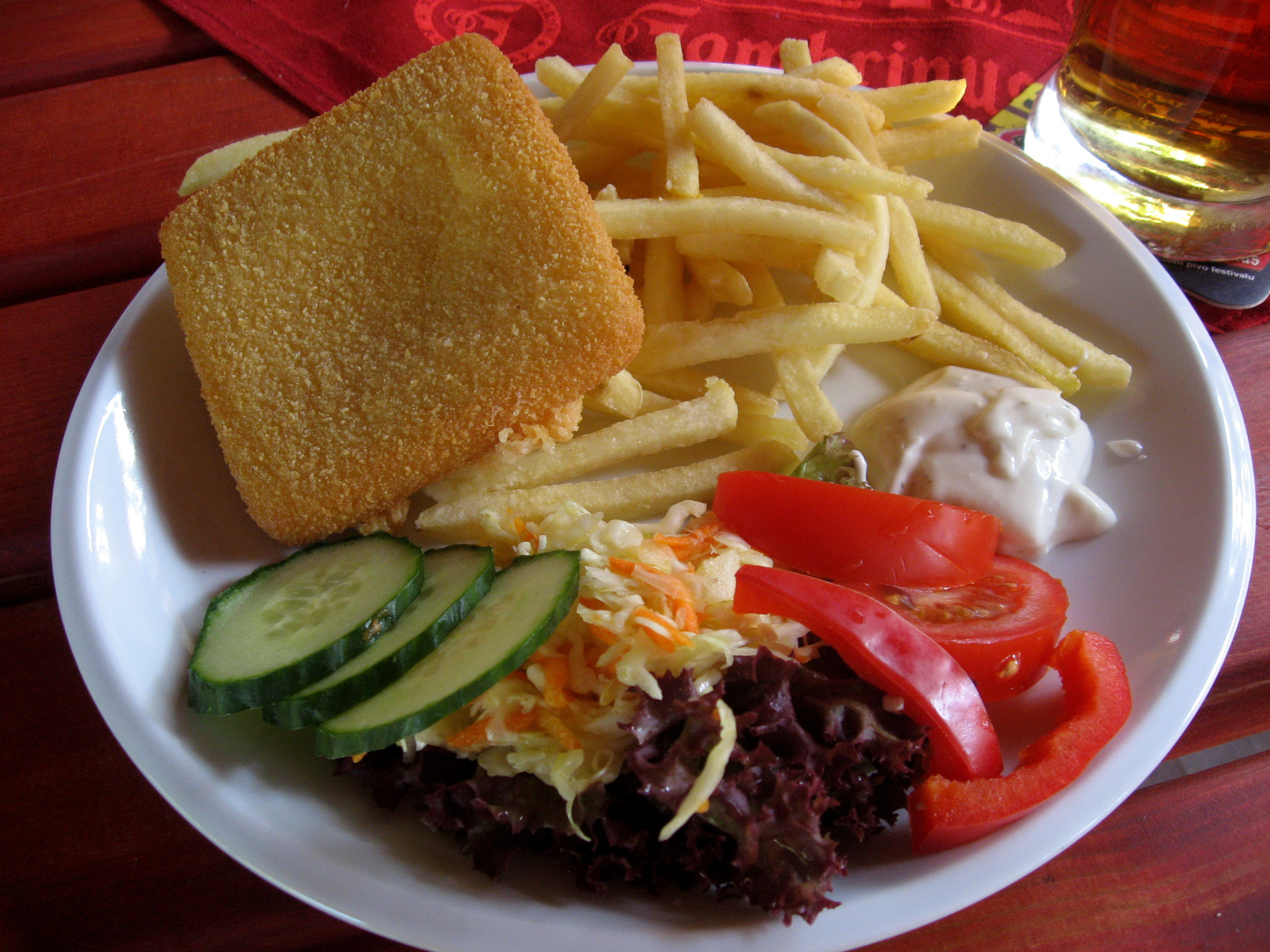
Smažený sýr servi avec crudités, frites et sauce tartare traditionnelles.

Le smažený sýr, en français « fromage frit », est un mets tchèque et slovaque à base de fromage.
Une tranche de fromage, le plus souvent de l'edam, de 1,5 cm d’épaisseur environ est enduite d'un mélange de farine et d'œufs puis recouverte d'une chapelure légèrement épicée et frite à la poêle ou à la friteuse.
Ce fromage est généralement servi avec une salade ou du chou rouge, des pommes de terre et accompagné d'une sauce tartare ou mayonnaise.